# Estonia en el Festival de la Canción de Eurovisión 2017
Estonia participó en el LXII Festival de la Canción de Eurovisión, celebrado en Kiev, Ucrania del 9 al 13 de mayo del 2017, tras la victoria de Jamala con la canción "1944". El proceso de selección fue el habitual Eesti Laul, que celebró su 9° edición entre el 11 de febrero y el 4 de marzo de 2017. El dúo formado por Koit Toome & Laura fue seleccionado ganador con el tema "Verona", compuesto por Sven Lõhmus, quien lograba así, su tercera victoria en el certamen. Ambos artistas ya habían representado a Estonia por separado, en 1998 y 2005, respectivamente.
Considerada como una de las favoritas para avanzar a la final, Estonia participó dentro de la segunda semifinal; sin embargo, el país no fue anunciado dentro de los 10 clasificados, firmando la tercera eliminación de Estonia en semifinales en los últimos cuatro años. Obtuvo 85 puntos, incluyendo 69 del televoto que la hubiera clasificado en 6º lugar, pero el jurado solo los posicionó 17º con 16 puntos.

## Historia de Estonia en el Festival
Estonia debutó en el festival de 1994, tras su fallido intento un año antes; totalizando 22 participaciones previas. El país ha ganado una vez el concurso, en 2001 con Tanel Padar, Dave Benton y el grupo 2XL con la canción "Everybody". Desde la introducción de las semifinales en 2004, el país no logró clasificarse durante 5 concursos seguidos. A partir de la introducción del nuevo formato de selección, ha logrado 5 clasificaciones a la final, incluyendo 3 dentro de los 10 mejores.
En 2016, Jüri Pootsmann con la canción "Play" finalizó 18° en la primera semifinal con 24 puntos, siendo hasta ahora, su peor resultado en el concurso.

## Representante para Eurovisión

### Eesti Laul 2017
El Eesti Laul 2017 fue la novena edición de la final nacional estonia para seleccionar a su representante en el Festival de Eurovisión. La competición consistió en 2 semifinales celebradas los días 11 y 18 de febrero de 2016, cada una con 10 canciones, y cribando a la mitad de ellas, mientras que el resto se clasificó para la final del 4 de marzo. Los resultados durante las semifinales fueron determinados por una ponderación del 50/50 entre un jurado profesional y el tele voto y SMS. La canción ganadora fue seleccionada en la gran final por medio de dos rondas. La primera, seleccionó las tres mejores canciones por medio de una votación 50/50 entre un jurado profesional y el tele voto, mientras que en la super final se determinaba al ganador con una votación del tele voto al 100%.
Una novedad fue introducida dentro de las semifinales: la creación de una segunda ronda. En la primera ronda, las 10 canciones se sometieron a la votación habitual al 50/50 entre el jurado y el público. Sin embargo, ahora solo clasificaron a los 4 más votados, mientras que los 6 restantes se volvían a someter a una nueva votación al 100% del tele voto, avanzando como el quinto clasificado el más votado.
Las tres galas fueron emitidas por la ERR así como en línea por medio del portal oficial de internet del canal err.ee.

#### Candidaturas
| Artista                             | Canción (Traducción)                                 | Compositor(es)                                                                               |
| ----------------------------------- | ---------------------------------------------------- | -------------------------------------------------------------------------------------------- |
| Almost Natural                      | "Electric" (Eléctrico)                               | Anis Arumets, Amiran Gorgazjan, Noah McNamara, Willie Weeks                                  |
| Alvistar Funk Association           | "Make Love, Not War" (Hacer el amor, no la guerra)   | Margus Alviste, Inga Kaare, Jürgen Urbanik                                                   |
| Angeelia                            | "We Ride With Our Flow" (Montamos con nuestro flujo) | Angeelia Maasik, Andres Kõpper                                                               |
| Antsud                              | "Vihm" (Lluvia)                                      | Aile Alveus-Krautmann                                                                        |
| Ariadne                             | "Feel Me Now" (Siénteme ahora)                       | Margus Piik, Tomi Rahula, Anni Rahula                                                        |
| Carl-Philip                         | "Everything But You" (Todo pero tú)                  | Carl-Philip Madis, Carola Madis, Arno Krabman, Jaap Reesema, Leon Paul Palmen, Noah McNamara |
| Close To Infinity feat. Ian Karell  | "Sounds Like Home" (Suena como a casa)               | Ian Robert Karell, Johannes Kanter, Sander Ulp, Tanel Kordemets                              |
| Daniel Levi                         | "All I Need" (Todo lo que necesito)                  | Daniel Levi Viinalass, Ago Teppand                                                           |
| Elina Born                          | "In or Out" (Dentro o fuera)                         | Stig Rästa, Vallo Kikas, Fred Krieger                                                        |
| Ivo Linna                           | "Suur loterii" (Gran lotería)                        | Rainer Michelson, Urmas Jaarman                                                              |
| Janno Reim & Kosmos                 | "Valan pisaraid" (Estoy derramando lágrimas)         | Janno Reim                                                                                   |
| Karl-Kristjan & Whogaux feat. Maian | "Have You Now" (Tenerte ahora)                       | Karl-Kristjan Kingi, Hugo "Whogaux" Martin Maasikas, Maian Lomp                              |
| Kerli                               | "Spirit Animal" (Espíritu animal)                    | Kerli Kõiv, Brian Ziff                                                                       |
| Koit Toome & Laura                  | "Verona"                                             | Sven Lõhmus                                                                                  |
| Laura Prits                         | "Hey Kiddo" (Oye kiddo)                              | Laura Prits, Andres Kõpper, Tara Nabi                                                        |
| Leemet Onno                         | "Hurricane" (Huracán)                                | Leemet Onno, Ed Struijlaart                                                                  |
| Lenna Kuurmaa                       | "Slingshot" (Honda)                                  | Lenna Kuurmaa, Nicolas Rebscher, Michelle Leonard                                            |
| Liis Lemsalu                        | "Keep Running" (Mantenerse corriendo)                | Liis Lemsalu, Mihkel Mattisen, Gustaf Svenungsson, Magnus Wallin                             |
| Rasmus Rändvee                      | "This Love" (Este amor)                              | Rasmus Rändvee, Ewert Sundja, Bert Prinkenfeld, Stewart James Brock                          |
| Uku Suviste                         | "Supernatural"                                       | Uku Suviste, Oliver Mazurtšak                                                                |

- Datos: Q24896263